# Herb obwodu kijowskiego
Herb obwodu kijowskiego (ukr. Герб Київської області) - oficjalny symbol obwodu kijowskiego. 

## Historia
Prace nad herbem obwodu kijowskiego rozpoczęły się w 1997 roku. Komitet organizacyjny ds. heraldyki zasięgał porady u różnych autorytetów, w tym Ukraińskiego Towarzystwa Heraldycznego. Pod koniec 1997 roku komisja otrzymała projekt herbu wykonany przez Aleksieja Kohana i Andrija Greczyłę. Projekt został oparty na historycznym symbolu ziemi kijowskiej – archaniele Michale, trzymającym w dłoniach opuszczony miecz i pochwę.
Jednakże ostatecznym symbolem obwodu kijowskiego nie został archanioł Michał, lecz święty Jerzy. Być może powodem takiego wyboru była wzmianka o takowym herbie Kijowa w polskim herbarzu Bartosza Paprockiego z XVI wieku.
Obowiązujący herb, autorstwa Wasyla Wasylewicza Bosenki, został zatwierdzony 2 lutego 1999 roku.

## Opis herbu
Istnieje kilka wersji kolorystycznych herbu. Opis obowiązującego herbu, zgodnego z przyjętą w heraldyce kolorystyką, brzmi:
W granatowej tarczy z zieloną podstawą, św. Jerzy na białym koniu w złotej zbroi i w zielonym hełmie, w czerwonym płaszczu, z włócznią w dłoni i aureolą wokół głowy. Jeździec przebija włócznią brązowego węża ze złożonymi skrzydłami, czerwonymi oczami i językiem.
Tarczę zdobią dwie gałązki dębu z zielonymi liśćmi i brązowymi żołędziami oraz sześć złotych kłosów pszenicy, które są symetrycznie rozmieszczone po trzy kłosy z każdej strony tarczy. Na każdym z dwóch dolnych kłosów po lewej i prawej stronie tarczy częściowo nałożony jest jeden liść odpowiedniej gałęzi dębu.
Nad tarczą znajduje się tiara z dziewięcioma segmentami. W środkowym segmencie tiary znajduje się wizerunek postaci Chrystusa Zbawiciela z aureolą. W segmentach na prawo od Chrystusa Zbawiciela – wizerunek św. Księcia Włodzimierza z aureolą nad głową, za nim – księcia Jarosława Mądrego. W segmentach na lewo od Chrystusa Zbawiciela – wizerunek św. Księżniczki Olgi z aureolą nad głową, za nią – Anny Jarosławówny. Trzeci i czwarty segment po prawej i lewej stronie Chrystusa Zbawiciela przedstawiają stylizowany ornament.